# تشارلز هنري بريان
تشارلز هنري بريان (بالإنجليزية: Charles Henry Bryan) هو قاضي ومحامي وسياسي أمريكي، ولد في 20 أكتوبر 1822 في إليكوتفيل في الولايات المتحدة، وتوفي في 14 مايو 1877 في كارسون سيتي في الولايات المتحدة. انتخب عضو مجلس ولاية كاليفورنيا.